# Музей науки (Львів)
Музей науки у Львові — інтерактивний музей в Україні, присвячений дослідженню навколишнього світу та досягненням сучасної техніки. Його відвідувачі можуть торкатися експонатів та взаємодіяти з ними — зокрема, ставити власні експерименти й запускати різноманітні механізми. Музей розташований у місті Львів по вулиці Стрийська, 200-А.

## Історія
Львівський музей науки відкрився 25 грудня 2022 року. Він розміщується в окремій двоповерховій будівлі, зведеній спеціально для закладу. Площа експозиції — 2200 квадратних метрів. Музей обладнано ліфтом для маломобільних людей. На першому поверсі є кав'ярня, яку батьки можуть використовувати як зону відпочинку та очікування. Завдяки потужному генератору Музей Наук здатен працювати навіть під час відключення централізованого енергопостачання.
Власник музею Роман Санін каже, що ідея відкрити власну експозицію з'явилася в нього після відвідування аналогічних закладів у Європі. На питання, як виникла ідея створити Музей Науки, він відповідає, що хотів би створити зону відпочинку й навчання, яка була б цікавою для дорослих і дітей однаково. За його задумом, музей мав би стати закладом нового покоління, що дарує яскраві враження, здивування, нові відкриття та неймовірні емоції відвідувачів від малого до великого. Для нього Санін закупив понад 90 експонатів за кордоном. Проєкт вдалося втілити попри початок повномасштабного російського вторгнення на територію України.

## Експонати
Сьогодні Музей Науки пропонує понад 90 експонатів, розділених на дев'ять основних груп:
- Повітря. Природа вітру, штормів та ураганів. Перетворення потенціальної енергії на кінетичну. Пневматична доставка пошти й товарів, запуск повітряних куль та багато іншого.
- Наука. Експерименти, що розкривають сутність світу навколо людини та дозволяють дізнатися більше про справжню природу звичних явищ.
- Акустика. Експозиція, в якій можна побачити звукові хвилі та виміряти швидкість звуку, а також зіграти на величезному піаніно й барабанній установці з дистанційним управлінням.
- Людина. Ця секція показує людське тіло як механізм, у якому кожен орган виконує важливу функцію. Музей — це унікальна можливість заглянути всередину себе.
- Вода. Природа рідини та будова океанів. У цій експозиції можна власноруч створювати хвилі й спостерігати за зануренням на дно Маріанської западини.
- Оптика. Переломлення світла, колірний спектр і людський зір. Тут можна провести чимало експериментів, досліджуючи такі звичні природні явища, як сонячне світло.
- Електрика. Тут можна дізнатися, як генерується електричний струм, як він виконує корисну роботу та чим відрізняються його основні види електричної енергії.
- Роботи. Знайомство з новітніми технологіями. На стендах цієї секції можна поспілкуватися з роботом-актором та покерувати роботизованою рукою-маніпулятором.
- Формула-1. Найдинамічніший автомобільний спорт у світі. Стенд розповідає, які технології використовують у боліді, як проводять піт-стоп та як виглядає кокпіт зсередини.

Один з цікавих фактів про музей — наявність у ньому спеціальної зони толерантності й інклюзивності. У ній можна спробувати подолати перешкоди на колісному кріслі, самостійно очистити питну воду та виробити електроенергію. За задумом власника, це має показати відвідувачам, з якими труднощами щоденно зіштовхуються певні групи людей.

## Як відвідати музей науки?
Музей Науки розташований у Львові на вулиці Стрийська, 200-А, поряд із перехрестям вулиць Наукова та Хуторівка. Поруч є зупинка громадського транспорту, загальнодоступний паркмайданчик і стоянка для велосипедів. Заклад працює з 10:00 до 20:00 без вихідних.
Ціна квитка на сьогодні — 450 гривень. Для осіб з інвалідністю та їхніх супровідників, а також для дітей зростом до 90 сантиметрів вхід у музей безкоштовний. Тут навіть найменші відвідувачі можуть дізнатися, що таке музей та як працюють його експонати, самостійно. Біля кожної зони є інформаційні таблички та чергують інструктори закладу, готові розповісти про кожен експонат і відповісти на будь-які запитання щодо музею та його експозиції.